# Geoxus
Geoxus és un gènere de rosegadors de la família dels cricètids. Les tres espècies que formen aquest grup són oriündes dels boscos temperats i freds del sud-oest del Con Sud de Sud-amèrica. El gènere fou considerat monotípic fins al 2016, quan un estudi morfològic i molecular hi classificà les espècies G. annectens (anteriorment Pearsonomys annectens) i G. michaelseni (anteriorment sinònima de G. valdivianus.